# Sherford (miasto)
Sherford – planowana miejscowość (new town) w Anglii, w hrabstwie Devon, w dystrykcie South Hams. Leży 54 km na południowy zachód od miasta Exeter i 303 km na południowy zachód od Londynu.